# Britische Musikcharts
Die britischen Musikcharts werden seit Anfang der 1990er Jahre von der Official Charts Company veröffentlicht, die bis 2001 als CIN (Chart Information Network) firmierte. Sie gelten als Gradmesser für den Musikmarkt im Vereinigten Königreich. Charts existieren bereits seit den 1950er Jahren.

## Geschichte
Britische Singlecharts existieren seit dem 14. November 1952. Der New Musical Express veröffentlichte damals eine Liste der zwölf meistverkauften Singles, die anhand einer Umfrage bei 20 größeren Schallplattenhändlern erstellt wurde; Titel mit einer genau gleichen Verkaufszahl teilten sich die Platzierung, sodass die erste Ausgabe der britischen Charts 15 Titel umfasste (angeführt von Al Martinos Here In My Heart). In den folgenden Jahren wurde die Liste stetig erweitert: auf 20 Titel im Oktober 1954, auf 30 im April 1956. Im November 1958 wurden vom Musikmagazin Melody Maker die ersten Albumcharts veröffentlicht, die bis März 1960 als offiziell galten. Der Record Retailer, der Vorgänger der Music Week, begann im März 1960 mit der Veröffentlichung von Top-50-Singlecharts und erstellte zudem bis 1969 die Albumcharts. In den 1960er Jahren konkurrierten die Listen der einzelnen Publikationen miteinander; die BBC verwendete in ihrem Radioprogramm wiederum eine eigene Liste, die sie aus mehreren Zeitschriften errechnete.
Im Februar 1969 schlossen sich die BBC und der Record Retailer zusammen und lagerten die Erhebung der Single- und Albumcharts an eine externe Firma aus. Die Liste der Singles umfasste zunächst 50 Titel, im Mai 1978 wurde sie auf 75 Titel erweitert. Durch den technischen Fortschritt wurde es möglich, die Charts nach Abschluss der Verkaufswoche (am Samstag) innerhalb kurzer Zeit zu erstellen; die neuen Charts liegen seit Oktober 1987 am Sonntag vor und werden von der BBC noch am selben Tag ausgestrahlt. Kompilationen wurden erst Anfang 1989 aus den Albencharts ausgelagert.
In der Ausgabe vom 17. April 2005 wurden erstmals kostenpflichtige Downloads für die Singlecharts berücksichtigt. Nach anfänglichen Restriktionen werden seit dem 1. Januar 2007 alle kostenpflichtigen Downloads eingerechnet, gleich ob sie auch als Single vorliegen oder nicht. Insofern handelt es sich streng genommen nicht mehr um Singlecharts, sondern eher um „Liedercharts“. Die Charts für die am 12. Juli 2014 endende Woche nahmen erstmals auch Musikstreaming-Daten mit in die Ermittlung der Singleplatzierungen auf. Dabei wurden 100 Streamingabrufe einem Liedkauf (Tonträger oder digital) gleichgesetzt.
Während sich die Charts-Sendung der BBC sowohl bei den Alben als auch bei den Singles aktuell weiterhin auf die Top 40 beschränkt, veröffentlichen andere Quellen die Top 75, die Top 100 oder gar die Top 200.

## Charts
| Charttitel             | Beschreibung |
| ---------------------- | --- |
| UK Singles Chart       | Die UK Singles Chart ist die offizielle Charts für die Singleverkäufe im Vereinigten Königreich. Es werden sowohl die Anzahl der verkauften Tonträger als auch die Download-Verkäufe und Streams gewertet. |
| UK Albums Chart        | Die UK Albums Chart ist das offizielle Ranking für Alben im Vereinigten Königreich. Hierbei werden sowohl die Verkäufe von Tonträgern als auch Downloadzahlen und Streams berücksichtigt.                  |
| The Big Top 40 Show    | Inoffizielle Single Chart, die durch die 140 lokalen Radiostationen im Vereinigten Königreich bekanntgegeben werden. Dieses Ranking wird durch die Verkäufe über iTunes beeinflusst.                       |
| UK Download Chart      | Diese Charts basiert lediglich auf den Downloadzahlen bei offiziellen Verkaufsanbietern. |
| UK Streaming Chart     | Errechnet sich aus der Anzahl der Streams innerhalb einer Woche bei verschiedenen Anbietern, wie Napster, Deezer, Spotify und We7.                                                                         |
| UK R&B Chart           | Diese Charts zeigen die besten Singles und Alben aus den Genres R&B, Rap und Hip-Hop an. |
| UK Rock Chart          | Diese Charts geben die besten Singles und Alben aus dem Rockmusik-Genre an. |
| UK Indie Charts        | Ranking für die besten Singles und Alben aus dem Indie-Musikbereich. |
| UK Dance Chart         | Ranking für die besten Singles und Alben aus dem Bereich der Dance Music. |
| Scottish Singles Chart | Regionales Ranking. Zeigt die bestverkauften Singles speziell für Schottland an. |
| Scottish Albums Chart  | Regionales Ranking. Zeigt die bestverkauften Alben speziell in Schottland an |

Classic FM führte sowohl ein Ranking für klassische Musik als auch die jährlich verliehenen Classic FM Hall of Fame ein. Auch der Radiosender BBC Radio 3 führte ein Ranking für klassische Musik ein, die jeden Dienstag aktualisiert wird.

## Nicht-englischsprachige Titel in den UKTop40
In den britischen Singlecharts dominiert Musik in englischer Sprache. Dies erklärt sich dadurch, dass einheimische Künstler meist in ihrer Muttersprache Englisch singen; gleichzeitig spielen Künstler, die international veröffentlichen, ihre Titel ebenfalls meist auf Englisch ein.
Dennoch schafften in der Vergangenheit zahlreiche nicht-englische Titel den Einstieg in die Top 40. Diese stammten oft von bekannten Künstlern, die auch international in ihrer Muttersprache singen (etwa Nessun dorma, auf Italienisch von Luciano Pavarotti, Pour que tu m’aimes encore, auf Französisch von Céline Dion, oder Begin the Beguine, auf Spanisch von Julio Iglesias). Auch europäische (Urlaubs-)Hits (wie etwa Lambada auf Portugiesisch von Kaoma oder Macarena auf Spanisch von Los del Río) schafften den Charteinstieg. Mit A Prince Among Islands von Capercaillie und An Ubhal As Airde (The Highest Apple) von Runrig gab es auch Top-40-Titel in Schottisch-Gälisch.
Zudem hat es in den UK Top 40 Titel gegeben, die zumindest teilweise auf Deutsch gesungen waren:
- Wooden Heart von Elvis Presley enthielt Teile aus dem Volkslied Muss i denn, muss i denn zum Städtele hinaus und erreichte Platz eins;
- Die Schaumburger Märchensänger erreichten unter dem Namen Obernkirchen Children’s Choir 1954 Platz zwei mit dem Lied The Happy Wanderer. Trotz des englischen Titels war es eine komplett in deutscher Sprache gesungene Version von Mein Vater war ein Wandersmann.
- Autobahn von Kraftwerk (1975) erreichte als komplett deutschsprachiges Musikstück den 11. Platz. Ein weiterer Titel der Band, Expo 2000, enthielt sowohl die englische als auch die deutsche Sprache und erreichte 1999 den 27. Platz;
- Rock Me Amadeus von Falco (1986) war überwiegend auf Deutsch mit englischem Refrain und erreichte Platz eins;
- Das Boot von U 96 (1992) enthielt, wenn auch bei sehr wenig Text, einige deutsche Wörter;
- Ich bin ein Auslander von Pop Will Eat Itself (1994) war mit Ausnahme der Titelzeile komplett auf Englisch;
- Oh Mein Papa von Eddie Calvert (1954) und Das Glockenspiel von Schiller (2001) waren Instrumentalstücke und hatten lediglich einen deutschen Titel;
- Rammstein hatten von 2002 bis 2005 mehrere kleinere Hits (Ich will, Feuer frei, Amerika und Keine Lust).

Einige weitere Titel hatten einzelne deutsche Wörter im Text, beispielsweise Hit Me with Your Rhythm Stick von Ian Dury and the Blockheads (1978, „ich liebe dich“), Dr Mabuse von Propaganda (1984, „kein Zurück für dich“), Girls & Boys von Blur (1994, „du bist sehr schön“) oder Revol von den Manic Street Preachers (1994, „Lebensraum, Kulturkampf, raus, raus“).
Daneben wurden eine Reihe von deutschen Titeln von den Originalkünstlern auf Englisch eingespielt, etwa 99 Red Balloons (99 Luftballons) von Nena oder A Little Peace (Ein bißchen Frieden) von Nicole, die beide Platz eins der Hitliste erreichten. Die Münchener Freiheit kam unter dem Namen Freiheit mit Keeping the Dream Alive (So lang’ man Träume noch leben kann) auf Platz 14. Die Gruppe Trio erreichte mit der englischen Version von Da Da Da den zweiten Platz der britischen Singlecharts. Andere englische Versionen erreichten die Top 75, verfehlten jedoch die Top 40, beispielsweise Ba-Ba-Bankrobbery (Ba-Ba-Banküberfall) der Ersten Allgemeinen Verunsicherung unter EAV auf 63.
Mit einer „Doppel-A-Seite“  The Model (Das Model) und Computer Love (Computerliebe) erreichte Kraftwerk 1981 den ersten Platz der UK Top 40. Kraftwerks Stücke Pocket Calculator (Taschenrechner),  und The Robots (Die Roboter) erreichten ebenfalls als komplett auf Englisch eingespielte Titel die UK Top 40. Showroom Dummies (Schaufensterpuppen) von 1982 wurde als Single-Version nur auf Englisch und im Vereinigten Königreich veröffentlicht und erreichte dort den 25. Platz.

## Veränderungen in der Musikszene
In den letzten Jahrzehnten war das Chartsgeschehen im Vereinigten Königreich Veränderungen unterworfen. Während ein Titel in den 1980er Jahren eher am unteren Ende der Top Forty einstieg, gab es ab Anfang der 1990er Jahre regelmäßig Neueinsteiger in den Top Ten. Neueinsteiger auf Platz eins wurden ebenso immer häufiger, 1999 über jede zweite Woche. Neueinsteiger mussten in der Folgewoche oft deutliche Platzierungsverluste hinnehmen; in der Hitliste vom 23. Januar 2005 wurde in dieser Hinsicht ein Rekord aufgestellt: One Night von Elvis Presley fiel innerhalb einer Woche vom ersten auf den zwanzigsten Platz. Eine Begründung für diese Entwicklung ist unter anderem in Veränderungen der Vermarktung und des Kaufverhaltens zu suchen.
Mit der Einbeziehung von Internet-Downloads 2005 und weiteren Regeländerungen hat sich das Chartgeschehen im Vergleich zu den neunziger Jahren deutlich beruhigt. So gab es im Frühjahr und Sommer 2008 in den wöchentlichen Top 40 etwa fünf Neueinsteiger (im vorherigen Jahrzehnt meist etwa zehn), und einzelne Titel entwickeln sich zu Dauerbrennern, die ein halbes Jahr in den Top 40 verweilen. Neueinsteiger auf Platz eins sind jedoch weiterhin üblich, wenn auch nicht so häufig wie früher.
Eine weitere Veränderung im Chartgeschehen durch die Einbeziehung von Downloads ist, dass ältere Titel den Wiedereinstieg in die Charts schaffen, obwohl sie nicht erneut neu veröffentlicht worden sind. Dies geschieht beispielsweise nach Vorführungen im Fernsehen (2008 beispielsweise Mint Royale und Singing in the Rain durch die TV-Sendung Britain’s Got Talent). Die Berücksichtigung von Downloads ermöglicht den Musikkonsumenten zudem eine gezielte Einflussnahme, wie die Charts vom 20. Dezember 2009 zeigten: Nummer eins zu Weihnachten wurde nicht wie in den vorherigen Jahren der Gewinner der Talentshow X-Factor (2009 Joe McElderry mit The Climb), sondern Rage Against the Machine mit dem Titel Killing in the Name. Vorausgegangen war der Aufruf einer Facebook-Gruppe, die zum Onlinekauf des Rage-Titels aufgerufen hatte, um gezielt eine weitere Weihnachts-Nummer-eins eines X-Factor-Siegers zu verhindern.
Ab 2010 wurde weltweit das Musikstreaming immer populärer und Verträge der Musikindustrie mit werbefinanzierten Anbietern wie YouTube und Abonnementanbietern wie Spotify führten dazu, dass es einen signifikanten Anteil an den Umsätzen im Musikmarkt bekam. Am 19. Mai 2012 veröffentlichte die Official Chart Company erstmals eine Official Streaming Chart (Top 40). Nachdem die USA 2013 und Deutschland Anfang 2014 dazu übergegangen waren, Streamingdaten auch in die offiziellen Singlecharts einzubeziehen, und die Streamingabrufe in Großbritannien innerhalb von eineinhalb Jahren um 160 % gestiegen waren, zog die OCC im Juli 2014 nach.

## Die UKTop40 in Radio und Fernsehen
Die Single-Charts bilden den Hauptbestandteil der Radio One Chart Show, die sonntagnachmittags auf BBC Radio 1 zu hören ist. Dort werden von den unteren 20 Titeln die meisten und die ersten 20 komplett gespielt. Die Liste galt auch als Grundlage für die erfolgreiche Fernsehsendung Top of the Pops.
Neben den Top 40 gibt es noch erweiterte Formate, in denen die 100 bzw. 200 erfolgreichsten Singles und Alben ermittelt werden. Diese sind jedoch eher für jene von Interesse, die sich berufsmäßig mit Musik befassen (Redaktionen, Industrie).

## Jahreshits
Jedes Jahr wird aus den Verkäufen (und seit einigen Jahren auch den Downloads) für das vergangene Jahr eine Top 40 erstellt. Die Liste gibt eine Übersicht über die Jahres-Nummer-eins-Titel seit 1990.
- 1990: Unchained Melody von den Righteous Brothers
- 1991: (Everything I Do) I Do It for You von Bryan Adams
- 1992: I Will Always Love You von Whitney Houston
- 1993: I’d Do Anything for Love (But I Won’t Do That) von Meat Loaf
- 1994: Love Is All Around von Wet Wet Wet
- 1995: Unchained Melody von Robson & Jerome
- 1996: Killing Me Softly von den Fugees
- 1997: Something About the Way You Look Tonight / Candle in the Wind 1997 von Elton John
- 1998: Believe von Cher
- 1999: … Baby One More Time von Britney Spears
- 2000: Can We Fix It? von Bob The Builder
- 2001: It Wasn’t Me von Shaggy und Rikrok
- 2002: Anything Is Possible / Evergreen von Will Young
- 2003: Where Is the Love? von The Black Eyed Peas
- 2004: Do They Know It’s Christmas? von Band Aid 20
- 2005: Is This the Way to Amarillo? von Tony Christie und Peter Kay
- 2006: Crazy von Gnarls Barkley
- 2007: Bleeding Love von Leona Lewis
- 2008: Hallelujah von Alexandra Burke
- 2009: Poker Face von Lady Gaga
- 2010: Love the Way You Lie von Eminem und Rihanna
- 2011: Someone like You von Adele
- 2012: Somebody That I Used to Know von Gotye und Kimbra
- 2013: Blurred Lines von Robin Thicke, T.I. und Pharrell Williams
- 2014: Happy von Pharrell Williams
- 2015: Uptown Funk von Mark Ronson featuring Bruno Mars
- 2016: One Dance von Drake featuring Wizkid und Kyla
- 2017: Shape of You von Ed Sheeran
- 2018: One Kiss von Calvin Harris und Dua Lipa
- 2019: Someone You Loved von Lewis Capaldi
- 2020: Blinding Lights von The Weeknd
- 2021: Bad Habits von Ed Sheeran
- 2022: As It Was von Harry Styles
- 2023: Flowers von Miley Cyrus